# Au beau milieu de l'hiver
Pour plus de détails, voir Fiche technique et Distribution.
Au beau milieu de l'hiver (In the Bleak Midwinter) est un film de Noël britannique réalisé par Kenneth Branagh, sorti en 1995.
Le film raconte l'histoire d'un comédien « fauché » tentant de monter une adaptation de la pièce de théâtre Hamlet. Kenneth Branagh réalisera l'année suivante le film Hamlet.

## Synopsis
Un comédien sans le sou, et qui ne croit plus guère en lui-même, décide de jouer sa dernière carte en montant une représentation de la pièce de théâtre de Shakespeare Hamlet, pour les vacances de Noël. Pour ce faire, il va engager six acteurs pour les vingt-quatre rôles que compte la pièce.

## Fiche technique
Sauf indication contraire, les informations mentionnées dans cette section peuvent être confirmées par la base de données cinématographiques IMDb,  présente dans la section « Liens externes ».
- Titre original : In the Bleak Midwinter
- Titre français : Au beau milieu de l'hiver
- Réalisation et scénario : Kenneth Branagh
- Musique : Jimmy Yuill
- Photographie : Roger Lanser
- Production : David Barron
- Société de production : Castle Rock Entertainment et Midwinter Films
- Distribution : Sony Pictures Classics (États-Unis), UGC Fox Distribution (France)
- Pays de production :  Royaume-Uni
- Genre : comédie dramatique
- Format : noir et blanc
- Durée : 99 minutes
- Dates de sortie[1] :
  - Canada : 10 septembre 1995 (festival de Toronto)
  - France : 29 novembre 1995
  - Royaume-Uni : 1er décembre 1995

## Distribution
- Richard Briers : Henry Wakefield (Claudius, le fantôme et le roi)
- Hetta Charnley : Molly
- Joan Collins : Margaretta D'Arcy
- Nicholas Farrell : Tom Newman (Laertes, Fortinbras et les messagers)
- Mark Hadfield : Vernon Spatch (Polonius, Marcellus et le premier fossoyeur)
- Gerard Horan : Carnforth Greville (Rosencrantz, Guildenstern, Horatio et Barnardo)
- Celia Imrie (VF : Frédérique Cantrel) : Fadge
- Michael Maloney (VF : Jérôme Keen) : Joe Harper (Hamlet)
- Jennifer Saunders : Nancy Crawford
- Julia Sawalha : Nina Raymond (Ophelia)
- John Sessions : Terry Du Bois
- Patrick Doyle : Scotsman

## Production
Le film s'inspire fortement de la propre vie du réalisateur Kenneth Branagh. Dans le scénario, son alter ego (le personnage de Joe Harper) refuse un rôle dans un blockbuster de science-fiction pour monter la pièce Hamlet avec sa compagnie. Kenneth Branagh a quant à lui réellement refusé le rôle d'Obi-Wan Kenobi dans Star Wars, épisode I : La Menace fantôme (quatre ans plus tard, en 1999). Toutefois, Kenneth Branagh n’est pas acteur de ce film qu'il réalise, ce qui constitue une première dans sa filmographie.
Le tournage a eu lieu dans le Surrey. Il n’a duré que vingt-et-un jours.

## Distinction
- Mostra de Venise 1995 : Kenneth Branagh a reçu l’Osella d'or de la meilleure réalisation pour ce film